# Huize Ottenheym
Huize Ottenheym is een voormalig handelshuis aan de Vleesstraat in de binnenstad van de Nederlandse plaats Venlo.

## Geschiedenis
Vermoedelijk werd het pand halverwege de 16e eeuw gebouwd. Het pand werd gebruikt als handelshuis door de Venlose koopmansfamilie Ottenheym, die ook de naamgever van het pand is.
In 1950 werd het pand gerestaureerd.
Sinds 20 april 1971 wordt het gebouw beschermd als gemeentelijk monument. 

## Bouwwerk
Het betreft een zogenaamd dubbelhuis; samen met huisnummer 9 (Huize Ottenheym-Derckx) vormt dit pand één geheel. Het pand is uitgevoerd in baksteen en de voorgevel heeft gotische kenmerken. Bij de restauratie in 1950 "kwam een door korfbogen gelede gevel uit het tweede kwart van de 16de eeuw tevoorschijn".